# Mihail Sebastian
Mihail Sebastian geboren als Iosif Mendel Hechter (Brăila, 18 oktober 1907 – Boekarest, 29 mei 1945), hij gebruikte ook het pseudoniem Victor Mincu, was een Roemeens journalist en schrijver van romans, toneelstukken, essays en dagboeken. In Roemenië was hij voornamelijk bekend vanwege zijn theater, tot in 1996 zijn dagboek werd gepubliceerd. Vanaf dat moment nam de belangstelling in zijn andere werk ook toe.

## Leven
Sebastian werd geboren als zoon van een Joods gezin in Brăila. Sebastian studeerde rechten in Boekarest, maar ging zich al gauw interesseren voor het literaire leven en de ideeën van een nieuwe generatie Roemeense intellectuelen , belichaamd in de literaire groep Criterion die bestond uit onder andere Emil Cioran, Mircea Eliade en Eugène Ionesco. Sebastian publiceert enkele romans, zoals Accidentul ("Het ongeluk") and Oraşul cu salcâmi ("De stad met de acaciaboom"), sterk beïnvloed door de Franse romanschrijvers zoals Marcel Proust en Jules Renard.
Hoewel Criterion begon als een apolitieke beweging, kwam ze onder toenemende invloed van de filosofie van Nae Ionescu genaamd trăirism, een combinatie van jingoïstisch nationalisme, existentialisme en christelijke mystiek met fascisme en het gedachtegoed van de antisemitische paramilitaire organisatie de IJzeren Garde.
Als Jood werd Sebastian binnen de groep als buitenstaander beschouwd, ook door zijn vrienden. In 1934 publiceerde hij een nieuwe roman De două mii de ani (Sinds tweeduizend jaar). Daarin beschreef Sebastian wat het betekende om joods te zijn in Roemenië en hij vroeg Nae Ionescu om een voorwoord te schrijven. Nae Ionescu stemde toe en schreef vervolgens een voorwoord vol met antisemitische verwijzingen en ging volledig in tegen de geest van het boek.
Sebastian besloot tot de "enig mogelijke intelligente wraak" en liet het voorwoord meedrukken, wat de controverse alleen maar aanwakkerde. Deze beslissing kwam hem op kritiek te staan van de Joodse gemeenschap (zoals van de Joodse satiricus Ludovic Halevy, die hem "Ionescu's schoothondje" noemde). Maar er kwam ook kritiek vanuit extreemrechtse kant. De antisemitische krant Sfarmă Piatră (letterlijk "Stenen Breken") klaagde Sebastian aan als zijnde "zionistische agent en verrader", ondanks het feit dat Sebastian zichzelf een trotse Roemeen noemde en geen plannen had om ooit te emigreren.
In reactie op de kritiek schreef Sebastian Cum am devenit huligan (Hoe ik een Hooligan werd), een bloemlezing van essays en artikelen die een beeld geven van de manier waarop Sinds tweeduizend jaar werd ontvangen door het publiek en de culturele elite. In het boek houdt hij zijn critici een spiegel voor, wijst hij ze op hun vooroordelen en valt hij de beweringen van zijn extreemrechtse en extreemlinkse tegenstanders aan. Op een ongepolijste manier kaart hij het rabiate antisemitisme aan, waarmee hij de absurditeit ervan onderstreept:
Ik ben geboren in Roemenië en ik ben Joods. Dat maakt mij een Jood en een Roemeen. Dat ik op bijeenkomsten eis dat mijn Roemeens-Joodse identiteit serieus genomen wordt is even absurd als dat de lindebomen op het eiland waar ik geboren ben, een bijeenkomst zouden organiseren om te eisen als lindeboom erkend te worden. Aan iedereen die beweert dat ik geen Roemeen ben, is mijn antwoord hetzelfde: Ga met de bomen praten en vertel hen dat ze geen bomen zijn.
Maar ondanks de scherpte en de helderheid van zijn antwoord kon hij het niet helpen dat hij zich verraden en bedroefd voelde door Ionescu's hatelijke voorwoord:
Wat mij pijn deed was niet zozeer dat het voorwoord gepubliceerd zou worden. Wat mij pijn deed was het feit dat het geschreven was. Als ik had geweten dat het bijvoorbeeld vernietigd was vlak nadat het geschreven was, dan nog zou het mij pijn doen dat het geschreven was...

## Dagboek van 1935-1944
Tien jaar lang hield Sebastian een dagboek bij dat pas in 1996 in Roemenië werd gepubliceerd en tot hevige debatten leidde. Het beschrijft de toenemende vervolging die hij moest ondergaan en documenteert de minachtig die voormalige vrienden begonnen te vertonen jegens hem met de toenemende antisemitisch sentimenten in Roemenië. Dit beeld ging lijnrecht tegen het heersende beeld van Roemenen tegenover het interbellum in.
Als vriend van Mircea Eliade was hij diep teleurgesteld toen deze een aanhanger werd van de IJzeren Garde. Ondanks de onheilspellende toon laat het dagboek ook Sebastian's gevoel voor humor en zelfspot zien.
Nadat hij uit huis was gezet door nieuwe antisemitische wetten, verhuisde hij naar een kazerne wijk waar hij verder ging met schrijven onder zijn pseudoniem.

## Overlijden
Sebastian werd aangereden door een vrachtwagen en overleed op 29 mei 1945.

## Nalatenschap
In 2004 schreef de Amerikaanse toneelschrijver David Auburn een stuk gebaseerd op Sebastians dagboek getiteld The Journals of Mihail Sebastian. Het stuk ging hetzelfde jaar in New York in première. Mihail Sebastian werd gespeeld door Stephen Kunken.
Sebastians nicht, Michelle Hechter, schreef in 2000 een autobiografie M. et M. over het leven en werk van haar oom.
In 2006 werd Mihail Sebastian postuum geëerd met de Geschwister-Scholl-Preis voor zijn dagboek, in het Duits vertaald als Voller Entsetzen, aber nicht verzweifelt.